# レリア・ゴンザレス
レリア・デ・アルメイダ・ゴンザレス（Lélia de Almeida Gonzalez、1935年2月1日 - 1994年7月10日）は、ブラジルの女性作家、活動家、教育者、人類学者、哲学者。ブラジルにおける黒人文化研究の先駆者の一人であり、同国における反人種差別運動やブラックフェミニズムの主要な活動家として知られる。

## 略歴
レリア・ゴンザレスは1935年2月1日、ベロオリゾンテの低所得者階層家庭の娘として生まれた。父親は黒人の鉄道員、母親は先住民のメイドであり、レリアを含め18人の兄弟がいた。
リオデジャネイロ州立大学で歴史学と哲学の学位を習得し、卒業後は公立高校の教員となる。大学院でコミュニケーション学の修士号を取得した後、リオデジャネイロ・カトリック大学でブラジル文化学の教授として教鞭を取った。
1975年にアフリカ系ブラジル文化の保護、促進、研究のための機関であるブラジル黒人文化研究所(IPCN)の設立に携わった。1978年には黒人差別に反対し、黒人の権利擁護やアフリカ系ブラジル文化の奨励を目的とした団体である黒人統一運動(MNUと表記される)が創設され、その創設者の一人となった。1978年7月7日、サンパウロ市立劇場の外で行われたMNUによる歴史的な反人種差別デモに参加した。当時は軍事独裁政権時代の真っ只中であり、彼女の行動もまた軍部の監視下に置かれていた。ただし彼女自身が逮捕され尋問されることはなかった。
1985年から1989年にかけてはブラジル政府の諮問機関である全国女性権利評議会に参加した。
1994年7月1日、リオデジャネイロの自宅において心臓発作によって亡くなる。享年59歳。

## 影響
アメリカの哲学者、活動家であるアンジェラ・デイヴィスが2019年、ブラジルで講演をした際、ブラジル人はジェンダー、階級、人種に関する議論の先駆者であるレリア・ゴンザレスについてより注目する必要があると述べた。
2020年2月1日、Googleがレリア・ゴンザレス生誕85周年を記念したロゴマークにアレンジした。